# نیکولو تارتالیا

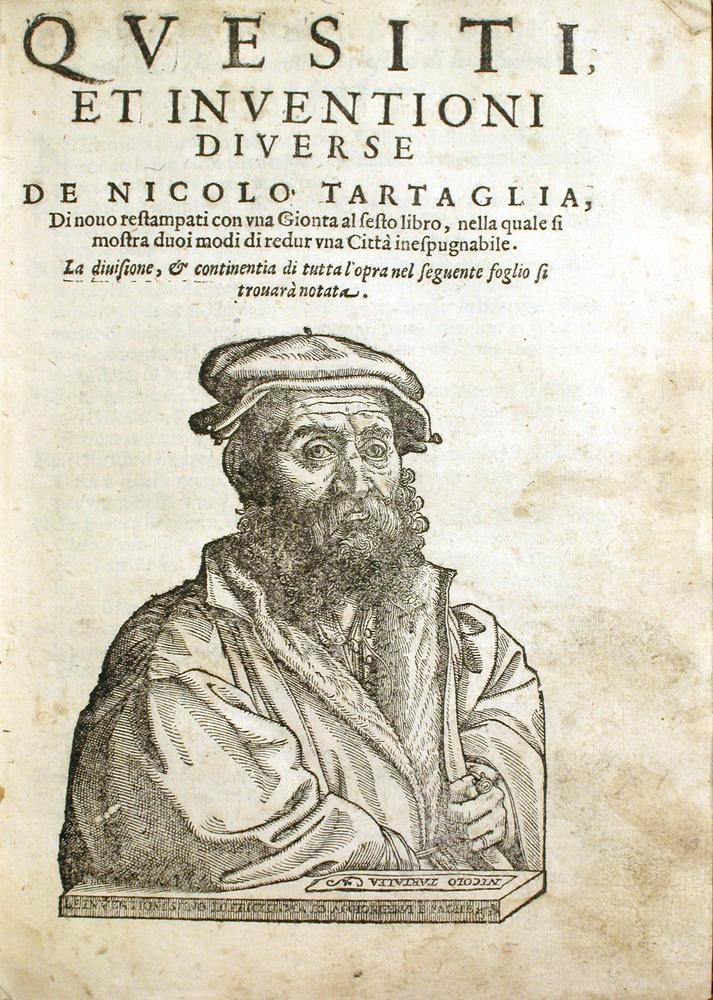
صفجه اول یکی از آثار تارتالیا با نقاشی چهره او

نیکولو فونتانا تارتالیا (۱۴۹۹/۱۵۰۰-۱۵۵۷) (به ایتالیایی: Niccolò Fontana Tartaglia) ریاضی دان و مهندس ایتالیایی بود.
او نخسین مترجم آثار ارشمیدس و اقلیدس به زبان ایتالیایی بود. همچنین نخستین کسی بود که به کاربرد ریاضیات در محاسبه مسیر گلوله توپ پرداخت. یکی از شاگردان او اوستیلیو ریچی بود که خود بعدها مربی گالیله شد.
فرمول محاسبه حجم چهاروجهی را بر حسب فاصله بین رأس‌های آن پیدا کرد که تعمیمی از فرمول هرون برای محاسبه مساحت مثلث بر حسب فاصله رأس‌ها (طول ضلع‌ها) است. مثلت تارتالیا (معروف به مثلت پاسکال و مثلث خیام) برای ضریب‌های بسط دوجمله‌ای و راهی برای حل معادله‌های درجه سه نیز از او است.

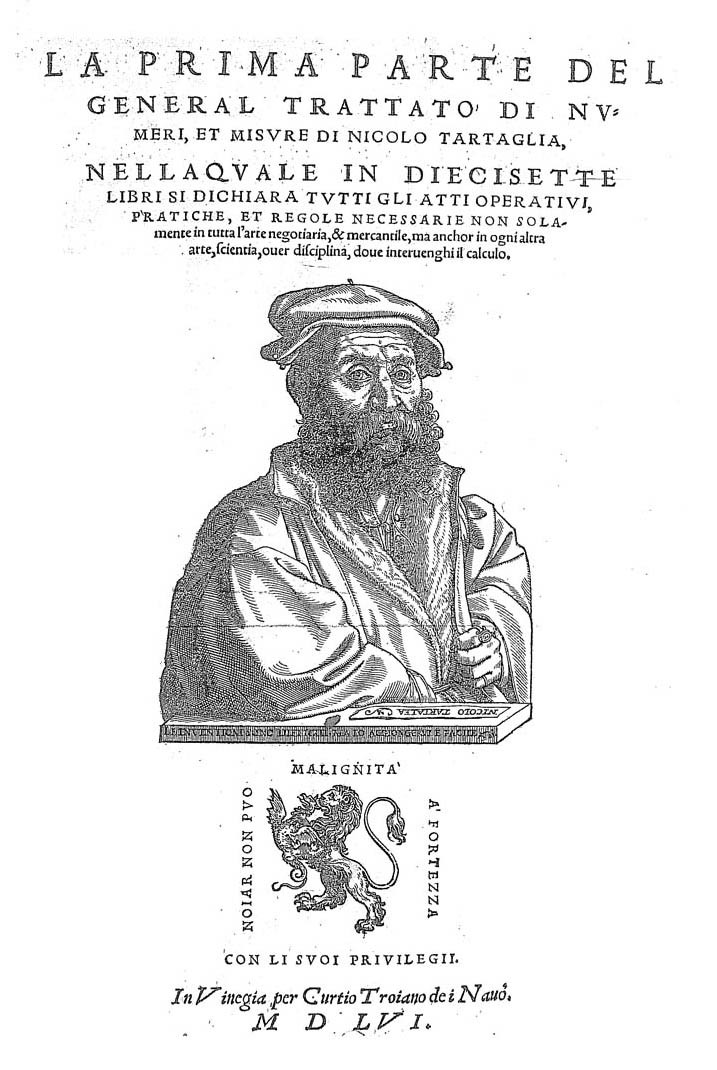
General trattato de' numeri et misure, 1556